# Окономовок (Висконсин)
Окономовок (енгл. Oconomowoc) град је у америчкој савезној држави Висконсин.

## Демографија
По попису из 2010. године број становника је 15.759, што је 3.377 (27,3%) становника више него 2000. године.
| Група             | 2000.          | 2010.          |
| Белци             | 11.975 (96,7%) | 14.778 (93,8%) |
| Афроамериканци    | 38 (0,3%)      | 71 (0,5%)      |
| Азијати           | 66 (0,5%)      | 160 (1,0%)     |
| Хиспаноамериканци | 204 (1,6%)     | 559 (3,5%)     |
| Укупно            | 12.382         | 15.759         |